# D-Day (phim truyền hình)
D-Day (tiếng Hàn: 디 데이; Romaja: Di Dei) là một bộ phim truyền hình Hàn Quốc được phát sóng trên jTBC vào thứ sáu và thứ bảy hàng tuần lúc 20:40 gồm 20 tập. Tập đầu tiên phát sóng vào ngày 18 tháng 9 năm 2015.

## Phân vai

### Nhân vật chính
- Kim Young-kwang vai Lee Hae-sung[2][3][4]
- Jung So-min vai Jung Ddol-mi
- Ha Seok-jin vai Han Woo-jin

### Nhân vật phụ
- Kim Ki-moo vai Cha Ki-Woong
- Kim Jung-hwa vai Eun So-yul[5]
- Kim Sang-ho vai Choi Il-seop
- Kim Hye-eun vai Kang Joo-ran
- Song Ji-ho vai Lee Woo-sung
- Yoon Joo-hee vai Park Ji-na
- Lee Geung-young vai Park Gun
- Cha In-pyo vai Koo Ja-hyuk
- Lee Sung-yeolvai Ahn Dae-gil[6]
- Ko Kyu-pil
- jung yoon-sun
- Han Seo-jin